# Gran Turismo Sport
Gran Turismo Sport est un jeu vidéo de course développé par le studio japonais Polyphony Digital et édité par Sony Interactive Entertainment. Annoncé lors de la Paris Games Week 2015, le 1er Spin-off de la série de jeu Gran Turismo est sorti entre le 17 et le 19 octobre 2017 en exclusivité sur PlayStation 4 et PlayStation VR. Il est le jeu sur lequel se jouent les FIA Gran Turismo Championships.

## Système de jeu

### Généralités
Le jeu contient trois modes de jeu : le mode campagne, le mode sport, et le mode arcade. Il est également possible de jouer avec des joueurs du monde entier dans le mode sport. Si le joueur veut jouer à un autre mode qu'Arcade, une connexion internet et un compte Playstation Store sont obligatoires. Le jeu nécessite une connexion à l'internet et un compte Playstation Store pour sauvegarder la partie en mode campagne (épreuves de conduite, courses, achats de voitures, etc.). De même, les mises à jour sont faites automatiquement et il est impossible de jouer au jeu si une mise à jour disponible n'a pas été installée.
Le jeu propose à l'origine environ 180 voitures. Des modèles sont incrémentés au fur et à mesure des mises à jour.
Contrairement à Gran Turismo 5 et 6, GT Sport ne contient pas de système météorologique en temps réel. Pour la première fois dans la série Gran Turismo, Polyphony Digital a obtenu la licence Porsche et différents modèles sont présents dans Gran Turismo Sport, Electronic Arts ayant perdu l'exclusivité de la licence Porsche sur sa série Need for Speed.

### Modes de jeu
Le mode Arcade (en local) permet de jouer sur des circuits et avec des voitures sans les posséder. Il est également possible de faire des courses avec des véhicules disponibles dans le garage ; cependant les modifications des véhicules (poids, puissance, performances) ne sont pas retenues.
Lors de la sortie du jeu, seul le mode en ligne dit "sport" était disponible. Le but est de défier les joueurs du monde entier dans diverses courses avec des règlements spécifiques (modèles autorisés, puissance, etc.). Le mode sport oblige le joueur à souscrire un abonnement payant PlaystationPlus en plus de son abonnement à l'internet, sauf pour l'épreuve de "contre-la-montre". Ce mode permet la participation aux FIA Gran Turismo Championships.
Le mode local "campagne" (online local) a été ajouté avec la mise à jour 1.06 du 27 novembre 2017.

## Développement

### Genèse
Le jeu est annoncé en 2015 lors de la Paris Game Week. Polyphony Digital a annoncé que Gran Turismo Sport sera plus axé arcade que les autres jeux de la série, incluant sur ce fait des véhicules de compétition mais néanmoins quelques rares voitures de série. Le jeu aura 27 tracés sur 19 circuits dont le Nürburgring Nordschleife, Brands Hatch ou Tokyo Expressway.
En juillet 2017, Kazunori Yamauchi déclare sur le site wccftech que « les modèles que nous utilisons pour Gran Turismo Sport seront probablement compatibles avec les générations de consoles au-delà de la PS4 et de la PS4 Pro. Je pense que ce niveau de données nous accompagnera sûrement pour les 10 prochaines années à venir, parce que le degré de précision des détails des voitures sont inégalés où que ce soit dans le monde. Les seuls modèles à être meilleurs que ceux que nous avons seraient les modèles CAO des constructeurs, qui ne peuvent pas être rendus en temps réel. Pour les modèles qui peuvent l'être, c'est réellement les meilleures données que vous trouverez n'importe où dans le monde ». Concernant la partie sonore du jeu, Kazunori précise que « Dans ce domaine, il y a un tas de choses que nous voulons améliorer, mais les différentes découvertes que nous avons faites durant le développement et que nous avons été en mesure d'implémenter sont déjà très satisfaisantes ».

### Compatibilité avec la PlayStation VR
Lors du développement, les développeurs du jeu ont annoncé que Gran Turismo Sport serait entièrement compatible avec le casque à réalité virtuelle de Sony Interactive Entertainment, la PlayStation VR. Kazunori Yamauchi promettait que l'expérience du jeu sur la Playstation VR serait " agréable et naturelle". Toutefois, en 2016 Polyphony Digital précise que la PlayStation VR ne sera compatible qu'avec un seul mode dans le jeu. Ce mode comporte une partie showroom, permettant une vue en VR d' un véhicule ainsi qu' un mode course, ne comportant que certains circuits et ne proposant qu'un seul adversaire IA.

### Mises à jour
Grâce à la connections internet, le jeu peut recevoir des mises à jour comblant les lacunes des versions disque physique ou achat téléchargé, avec des nouvelles voitures, circuits additionnels ou mode de jeu.
La seconde mise à jour datant de novembre 2017 réintroduit la GT Ligue, mode de jeu de carrière inclus dans GranTurismo depuis ses débuts.

## FIA Gran Turismo Championships
En 2018, la Fédération internationale de l'automobile (FIA) homologue les FIA Gran Turismo Championships. Deux championnats sont disputés : la Nations Cup, où les joueurs peuvent représenter leurs pays d'origine, et les Manufacturer Series, où ils représentent cette fois leurs constructeurs préférés.

## Accueil
Le jeu reçoit un accueil favorable de la part des critiques, récoltant un score de 74,94 % (basé sur 42 critiques) d'après GameRankings tandis que Metacritic confirme une moyenne de 75 % pour un total de 82 notes.
En outre, plus de 9 mois après sa sortie, le jeu comptabilise plus de 5 millions de joueurs s'étant connectés en ligne.